# Naczelne Dowództwo Saperów
Naczelne Dowództwo Saperów WP – komórka organizacyjna Naczelnego Dowództwa Wojska Polskiego Wojska Polskiego II RP.
Naczelne Dowództwo Saperów WP  zostało utworzone doraźnie na wiosnę  1939r.  z  Inspektoratu  Saperów  Sztabu  Głównego, a  naczelnym  Dowódcą Saperów i Szefem  Fortyfikacji  został gen. bryg. Mieczysław Dąbkowski.

## Struktura organizacyjna Naczelnego Dowództwa Saperów WP
- I zastępca  - płk Stanisław Arczyński
- II zastępca – ppłk Henryk Bagiński
- oficer sztabu - ppłk sap. Jerzy Sochocki

Wydział Ogólny 
- Szef Wydziału - ppłk Władysław Weryho
- oficerowie -   mjr Protasiewicz,  kpt dypl. Małaszkiewicz

Wydział Techniczny
- Szef Wydziału – ppłk Jan Wańkowicz
  - Referat Fortyfikacji  - mjr Gawkowski
  - Referat Roboty wodne – mjr inż. Stankiewicz
  - Referat Zaopatrzenia – mjr Wyszyński[2]